# 訃報 1988年2月
訃報 1988年2月（ふほう 1988ねん2がつ）では、1988年（昭和63年）2月中に物故した、又は物故が報じられた人物についてまとめる。

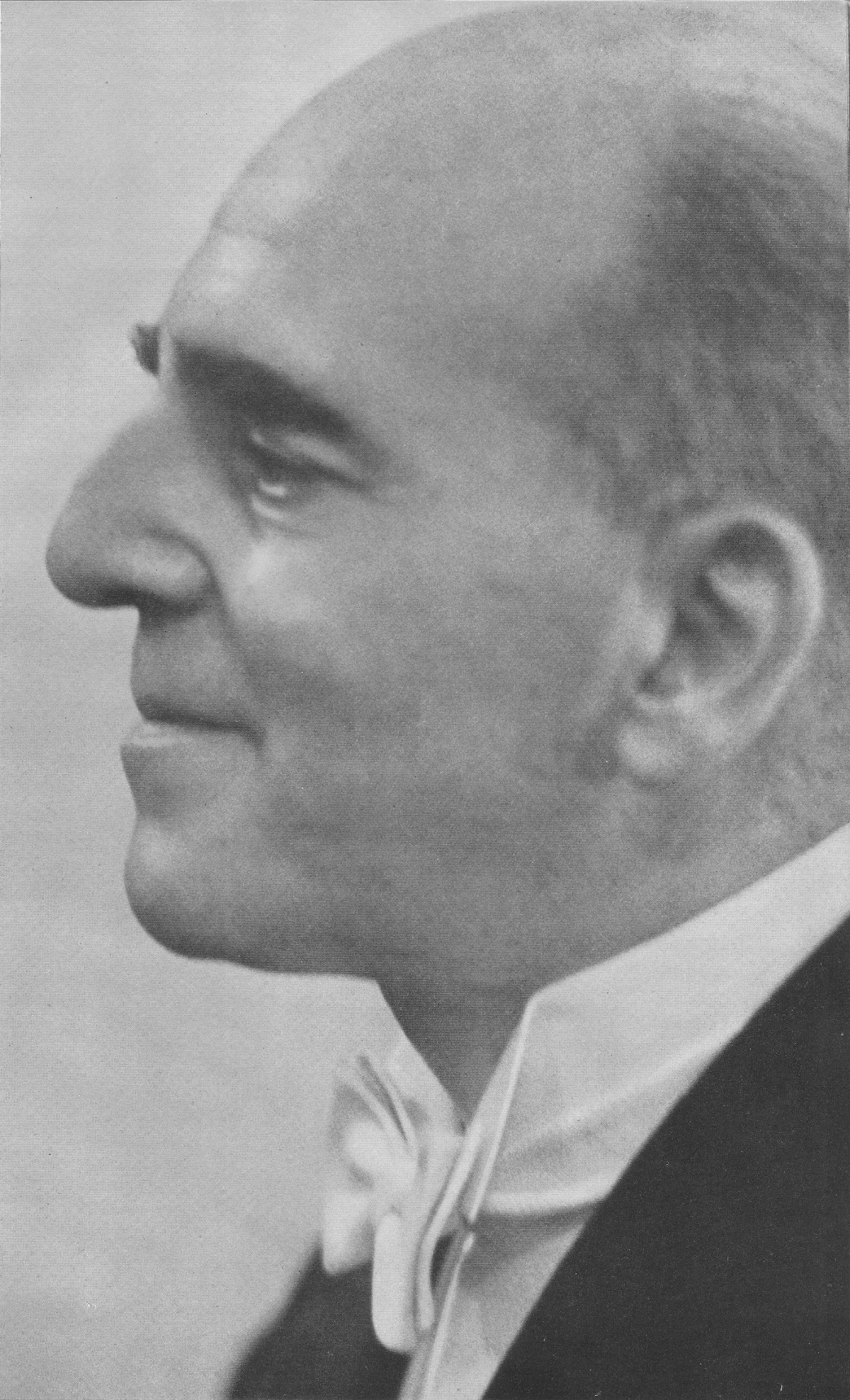
ソロモン／2月2日没

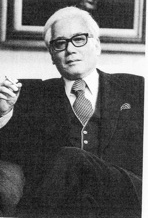
尾上清／2月9日没

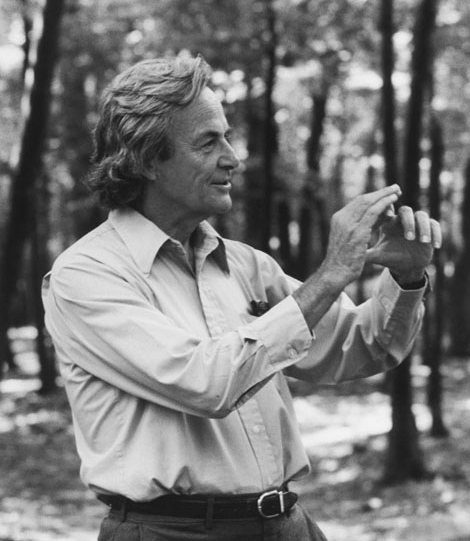
リチャード・P・ファインマン／2月15日没

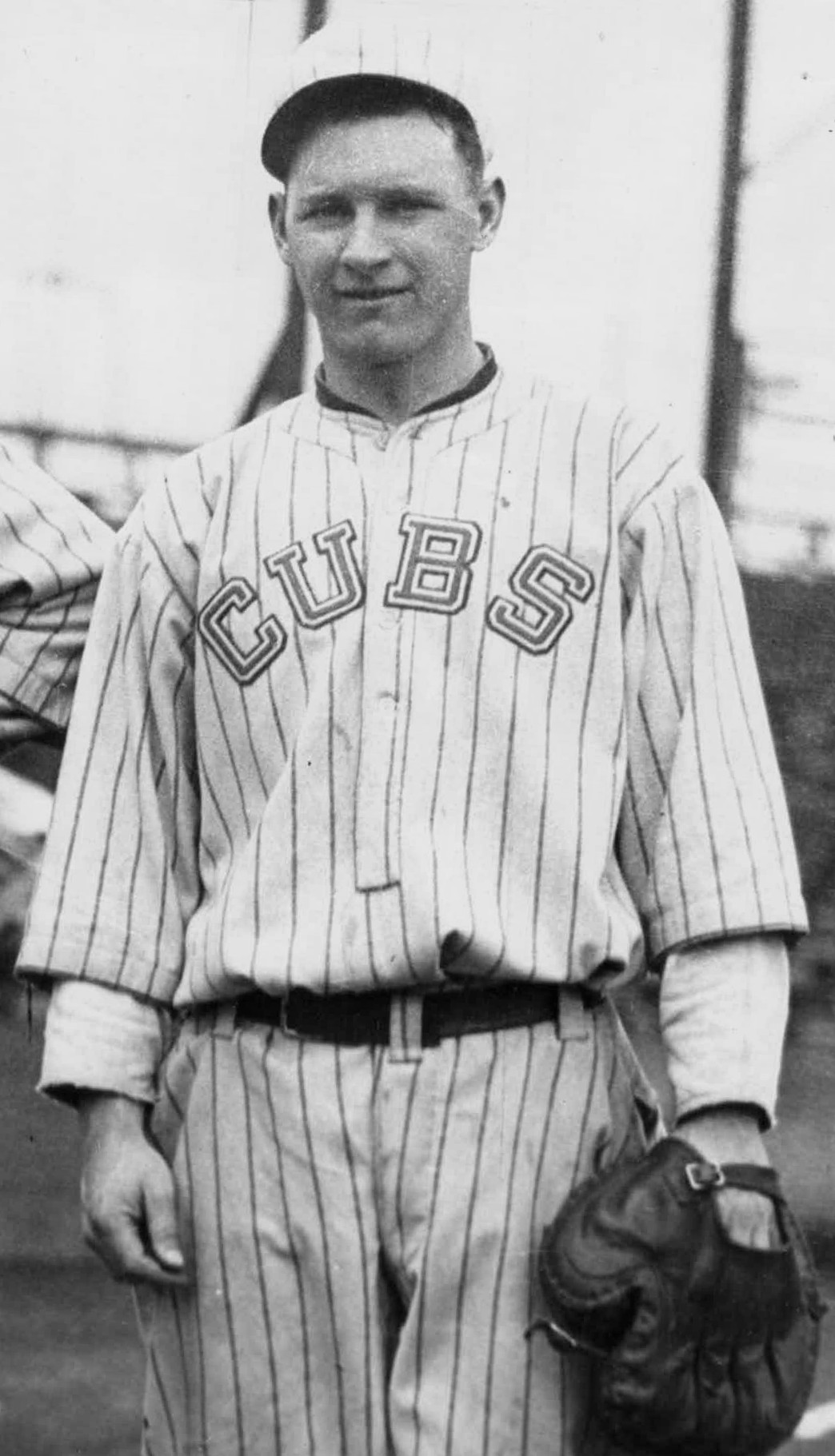
ボブ・オファレル／2月20日没

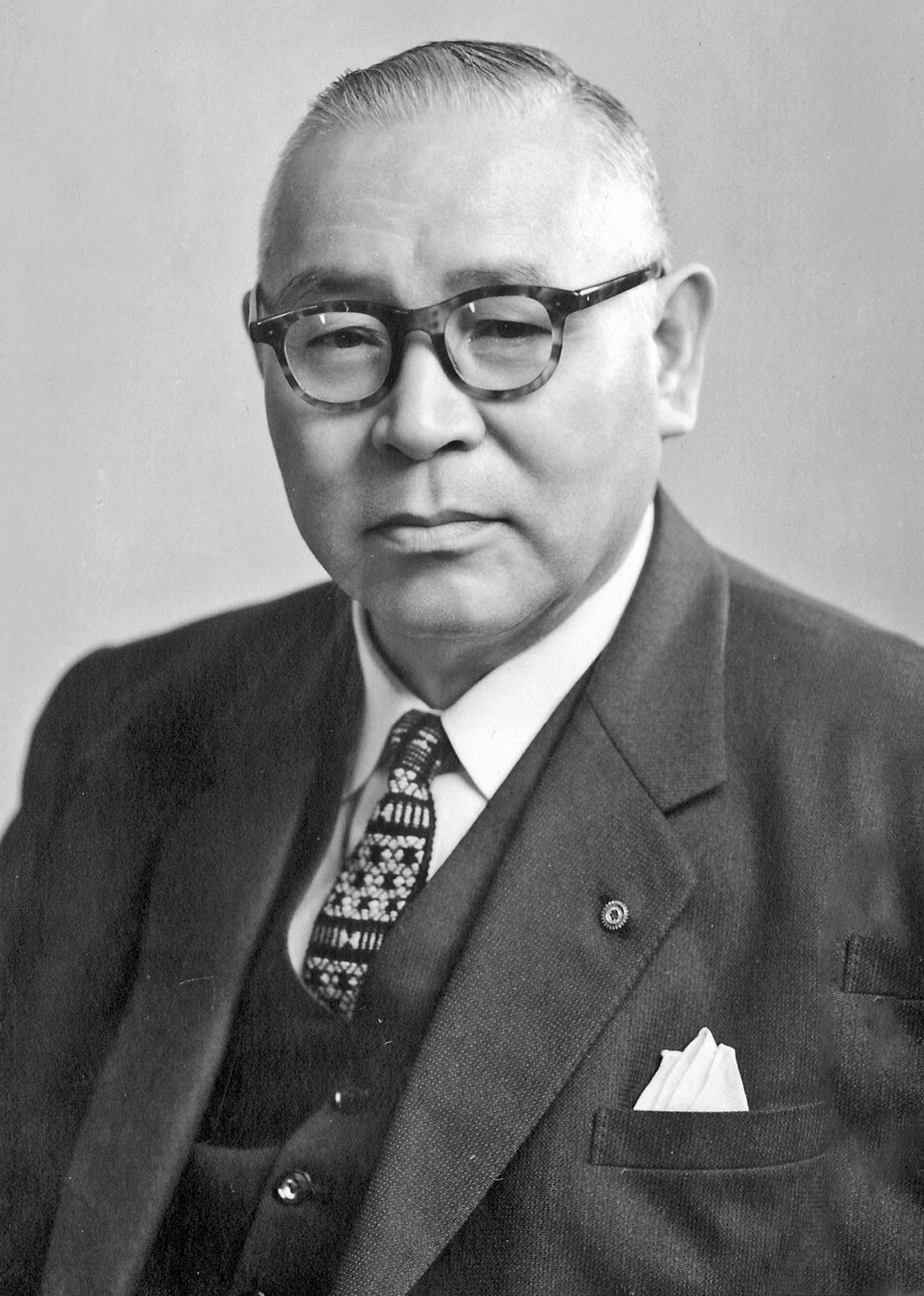
黒川利雄／2月21日没

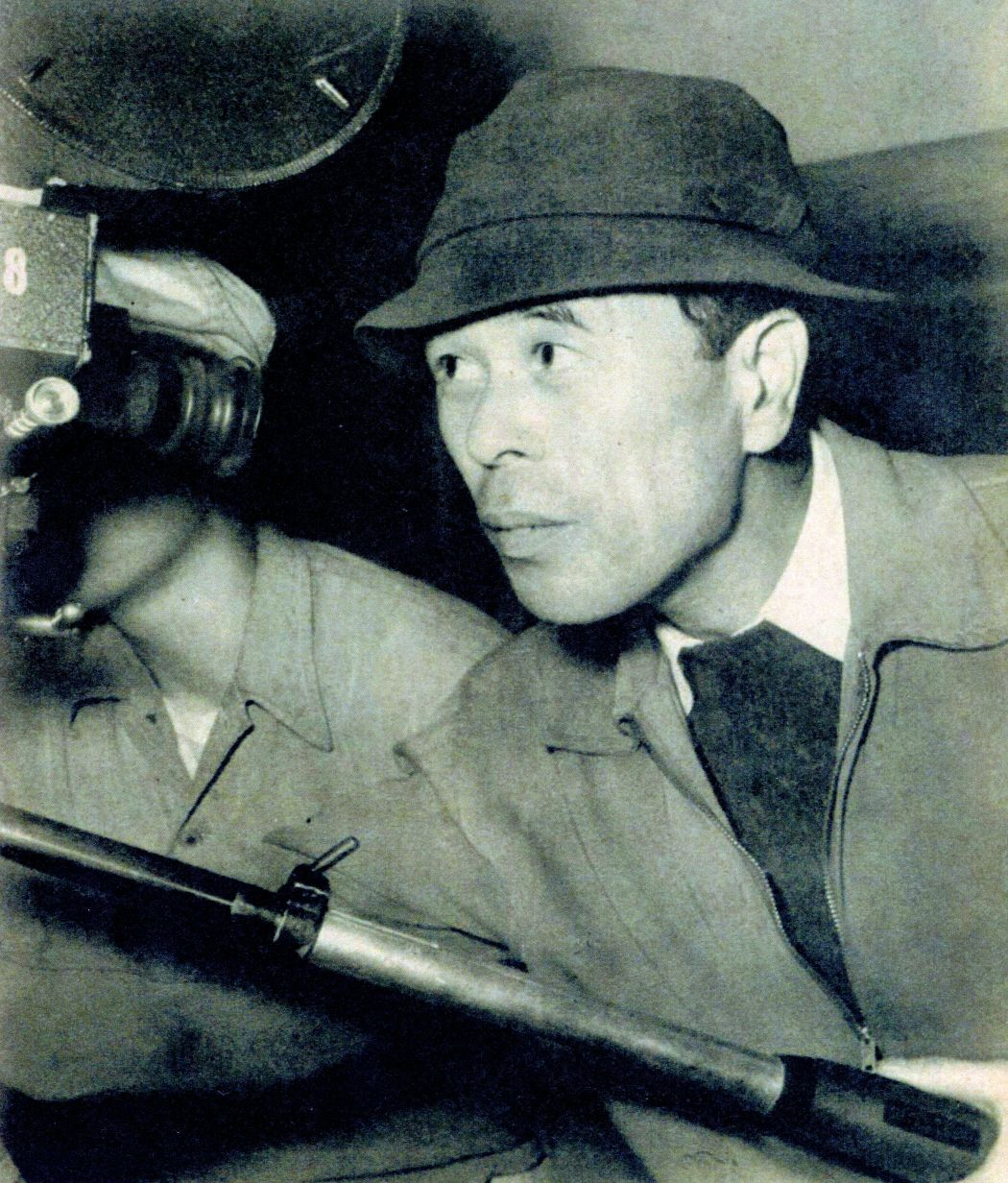
中井朝一／2月28日没

## （1日 - 15日）
- 2月1日 - エディ・タウンゼント、ボクシングトレーナー（* 1914年）
- 2月1日 - ヘザー・オルーク、子役（* 1975年）
- 2月2日 - 足立梅市、弁護士、衆議院議員（* 1901年）
- 2月2日 - ソロモン、ピアニスト（* 1902年）
- 2月4日 - 藤井松太郎、第7代日本国有鉄道総裁（* 1903年）
- 2月7日 - リン・カーター、ファンタジー作家（* 1930年）
- 2月9日 - 大野市郎、自由民主党衆議院議員（* 1910年）
- 2月9日 - 尾上清、レナウン創業者（* 1911年）
- 2月10日 - 関泰祐、ドイツ文学者（* 1890年）
- 2月10日 - 青木恵一郎、農民運動家（* 1905年）
- 2月12日 - 阿久津正蔵、陸軍主計大佐（* 1900年）
- 2月15日 - 岡野祐、パシフィック・リーグ会長（* 1909年）
- 2月15日 - ニール・R・ジョーンズ、SF作家（* 1909年）
- 2月15日 - リチャード・P・ファインマン、物理学者（* 1918年）

## （16日 - 29日）
- 2月17日 - 千葉順二、声優（* 1926年）
- 2月18日 - 石田アヤ、文化学院の創立者（* 1908年）
- 2月19日 - 柴田睦陸、声楽家（* 1913年）
- 2月20日 - ボブ・オファレル、メジャーリーガー（* 1896年）
- 2月20日 - 三池信、政治家、元郵政大臣（* 1901年）
- 2月21日 - 黒川利雄、臨床医学者（* 1897年）
- 2月24日 - ブリューマ・ゼイガルニク、心理学者・精神科医（* 1901年）
- 2月24日 - 板谷進、将棋棋士（* 1940年）
- 2月24日 - メンフィス・スリム、アメリカ合衆国のブルース・ピアニスト、歌手（* 1915年）
- 2月25日 - 布施健、検察官（* 1912年）
- 2月28日 - 中井朝一、撮影監督（* 1901年）
- 2月28日 - 宮本研、劇作家（* 1926年）